# 4915 Solzhenitsyn
4915 Solzhenitsyn este un asteroid din centura principală, descoperit pe 8 octombrie 1969 de Liudmila Cernîh.